# Pühalepa
Koordinaten: 58° 53′ N, 22° 57′ O

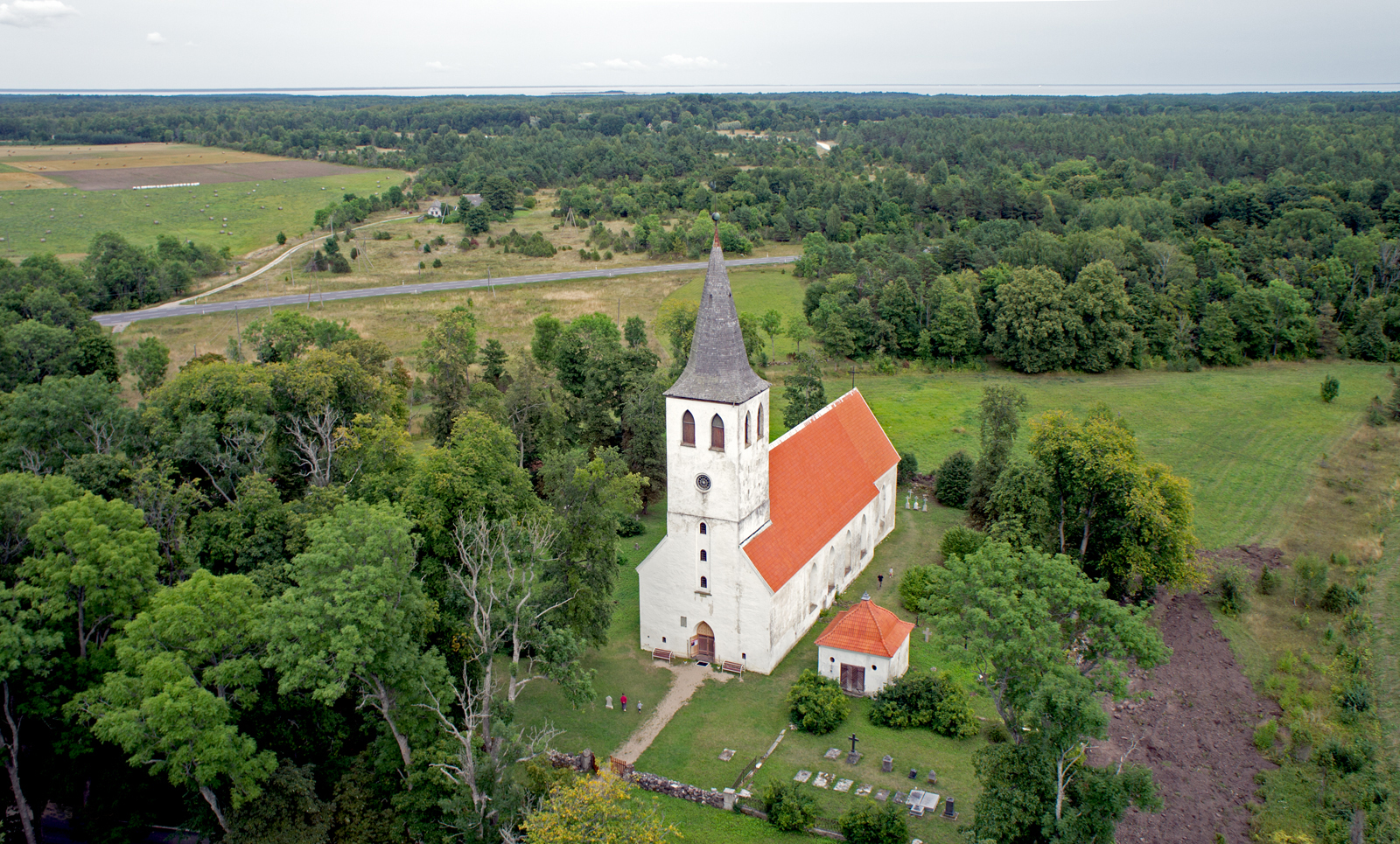
Luftaufnahme von St. Laurentius

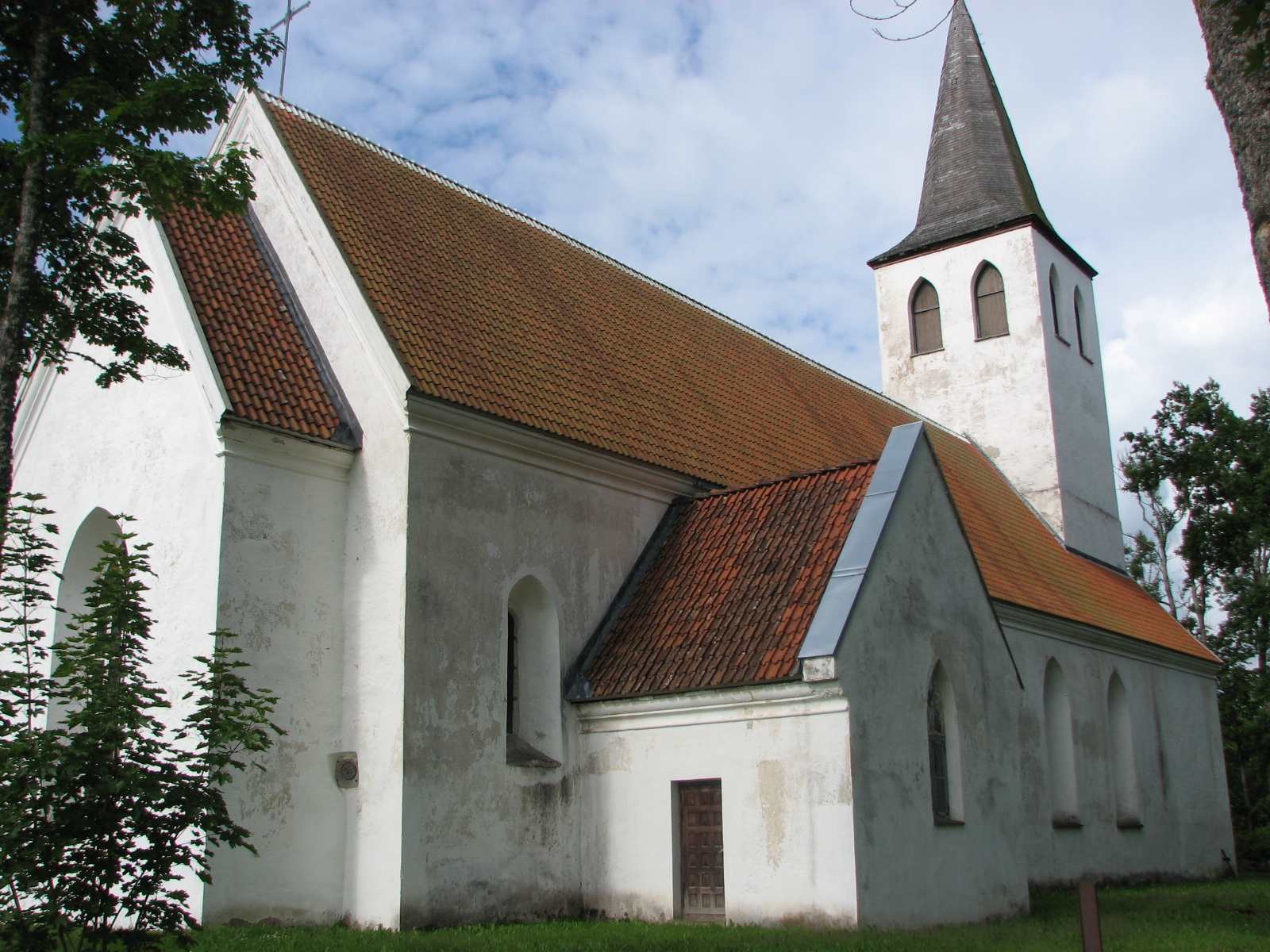
Sankt Laurentius-Kirche von Pühalepa

Das Dorf Pühalepa (estnisch Pühalepa küla) liegt in der Landgemeinde Hiiumaa auf der zweitgrößten estnischen Insel Hiiumaa (deutsch Dagö). Bis 2017 war es der Hauptort einer gleichnamigen Landgemeinde, die dann mit drei anderen Landgemeinden zur neuen Landgemeinde Hiiumaa fusionierte.

## Beschreibung
Pühalepa (deutsch Pühhalep) liegt 18 Kilometer südöstlich der Inselhauptstadt Kärdla (Kertel). Das Dorf hat 14 Einwohner (Stand 31. Dezember 2011).
Der Name des Ortes bedeutet möglicherweise „Heilige Erle“ (püha lepp), was auf einen vorchristlichen Kultplatz der Esten schließen ließe.

## Kirche von Pühalepa
Die Sankt Laurentius-Kirche von Pühalepa ist wahrscheinlich das älteste Bauwerk der Insel. Um die Mitte des 13. Jahrhunderts wurde das ursprüngliche Kirchengebäude im gotischen Stil errichtet. Vorbild waren Kirchenbauten aus Gotland, die auch Verteidigungszwecken dienten. Die einschiffige Kirche mit ihren weißen Wänden ähnelt der Sankt Katharinen-Kirche von Muhu, die etwa zur selben Zeit erbaut wurde. Vielleicht hatten beide Kirchen denselben Baumeister.
Der Livländische Krieg zog die Kirche stark in Mitleidenschaft. Sie wurde um 1600 wieder aufgebaut. Das heutige Aussehen des evangelisch-lutherischen Gotteshauses stammt von den Umbauarbeiten, die zwischen 1860 und 1863 vorgenommen wurde. Dabei wurden auch die Wandmalereien im Chorabschluss aus dem 13./14. Jahrhundert freigelegt. Der Kirchturm erhielt 1874 seine jetzige Form, die auf dem niedrigen Turm von 1770 fußte.
Mit sowjetischen Besetzung Estlands wurden Gottesdienste in der Kirche verboten. Sie wurde zum Lagerhaus und stand anschließend leer. Erst mit Wiedererlangung der estnischen Unabhängigkeit erhielt sie ihre ursprüngliche Funktion zurück. Die erneute Kirchweihe fand 1993 nach umfassenden Renovierungsarbeiten statt.
Sehenswert ist im Inneren vor allem die steinerne Kanzel im barocken Stil. Sie wurde 1636 von dem Steinmetz Joachim Winter aus Haapsalu geschaffen, der in Estland und Schweden tätig war. Sie ist die einzige in Estland erhaltene Kanzel aus Stein.
An den Wänden der Kirche sind Malteserkreuze zu sehen. Sie betonen die Zugehörigkeit des adligen deutschbaltischen Geschlechts Ungern-Sternberg zum Malteserorden.
Der geschnitzte Altar der Kirche, der wahrscheinlich zwischen 1460 und 1470 geschaffen wurde, befindet sich heute im Estnischen Kunstmuseum in Tallinn. Er wird häufig dem Tallinner Meister Clawes van der Sittow zugeordnet. Neben dem Altar befindet sich ein Grabstein, der den schwedischen Admiral schottischer Herkunft Lawrence Clayton mit seiner Ehefrau zeigt. Clayton starb 1603 und wurde in Pühalepa beigesetzt.
Der Friedhof bei der Kirche ist mit alten Steinen eingefasst. Auf ihm findet man zahlreiche Radkreuze, die einzigen auf Muhu. Neben der Kirche befindet sich die spätbarocke Friedhofs- und Grabkapelle des Ortes. Dort steht der Sarkophag der Gräfin Ebba Margaretha De la Gardie (1704–1776), eine der größten Grundbesitzerinnen im Hiiumaa des 18. Jahrhunderts.

## Steine von Pühalepa

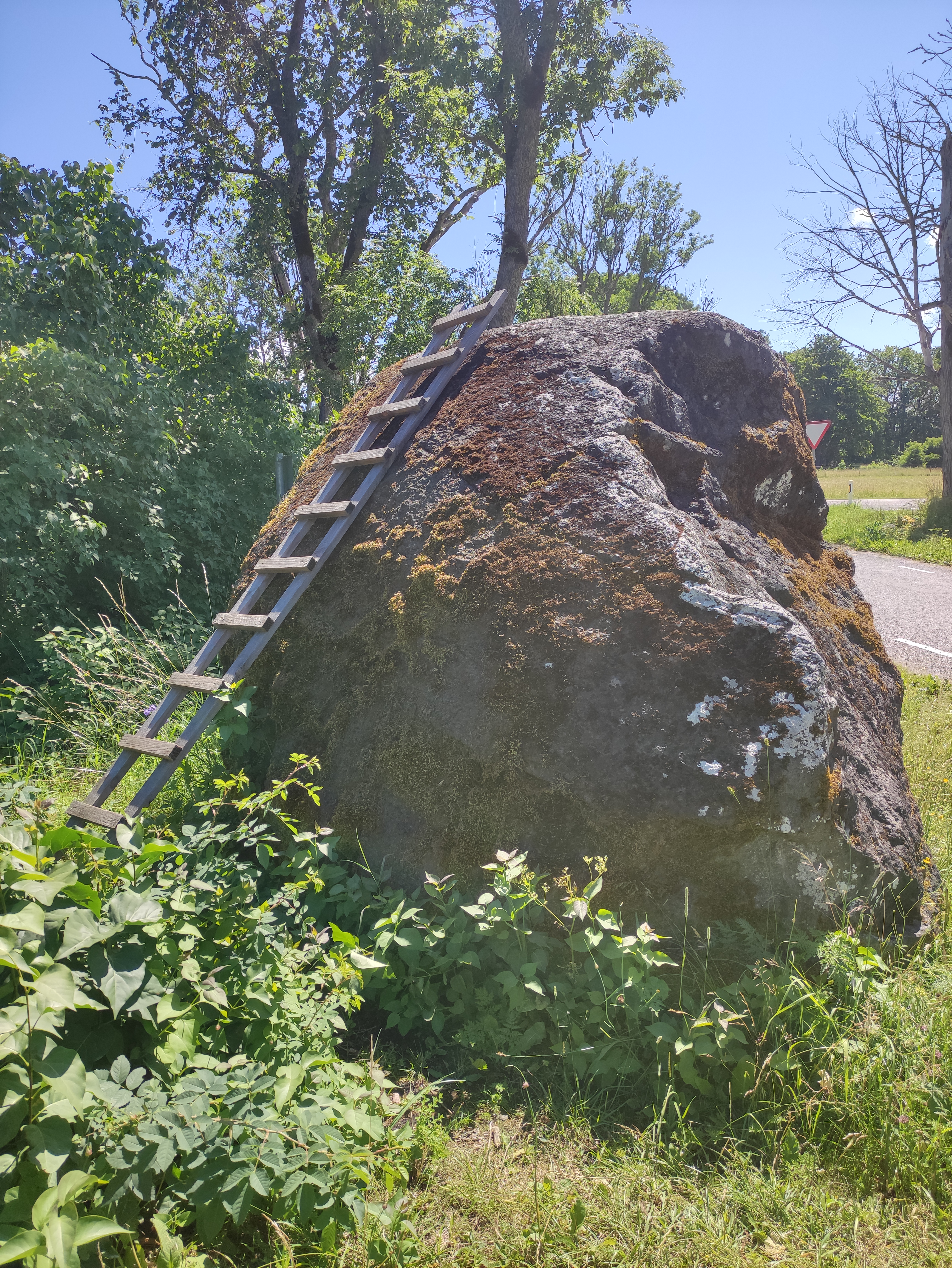
Vanapagana kivi - dt. Teufelsstein

Gleich dreifach sind die Steine von Pühalepa bekannt: „zwei Steine sind mit der Entstehung der Kirche verbunden: der eine liegt unmittelbar vor dem Tor und soll ihr Gründungsstein sein. Am heiligen Erlenbaum blieb dieser von zwei Ochsen gezogene Stein hängen, womit die Stelle für das Gotteshaus und auch sein Name festgelegt war: Pühalepa, heilige Erle.
200 m nördlich der Kirche sieht man den Vanapagana-Fels estnisch: Vanapagana kivi, Tõllu kivi oder Tõllukivi, mit dem der Teufel nach der fertigen Kirche geworfen haben soll. Der Findling ist 2,5 m hoch, sein größter Umfang beträgt 13,8 m. Es besteht aus Granit wurde während der Eiszeit von einem Gletscher aus Finnland an diesen Ort transportiert und steht seit 2003 unter Denkmalschutz.
Noch einmal hundert Schritt weiter liegen die Steine der Abmachung, die von Seefahrern für die glückliche Heimkehr hingelegt wurden, so zumindest berichtet eine Version der Legende.“

## Põlise leppe kivid

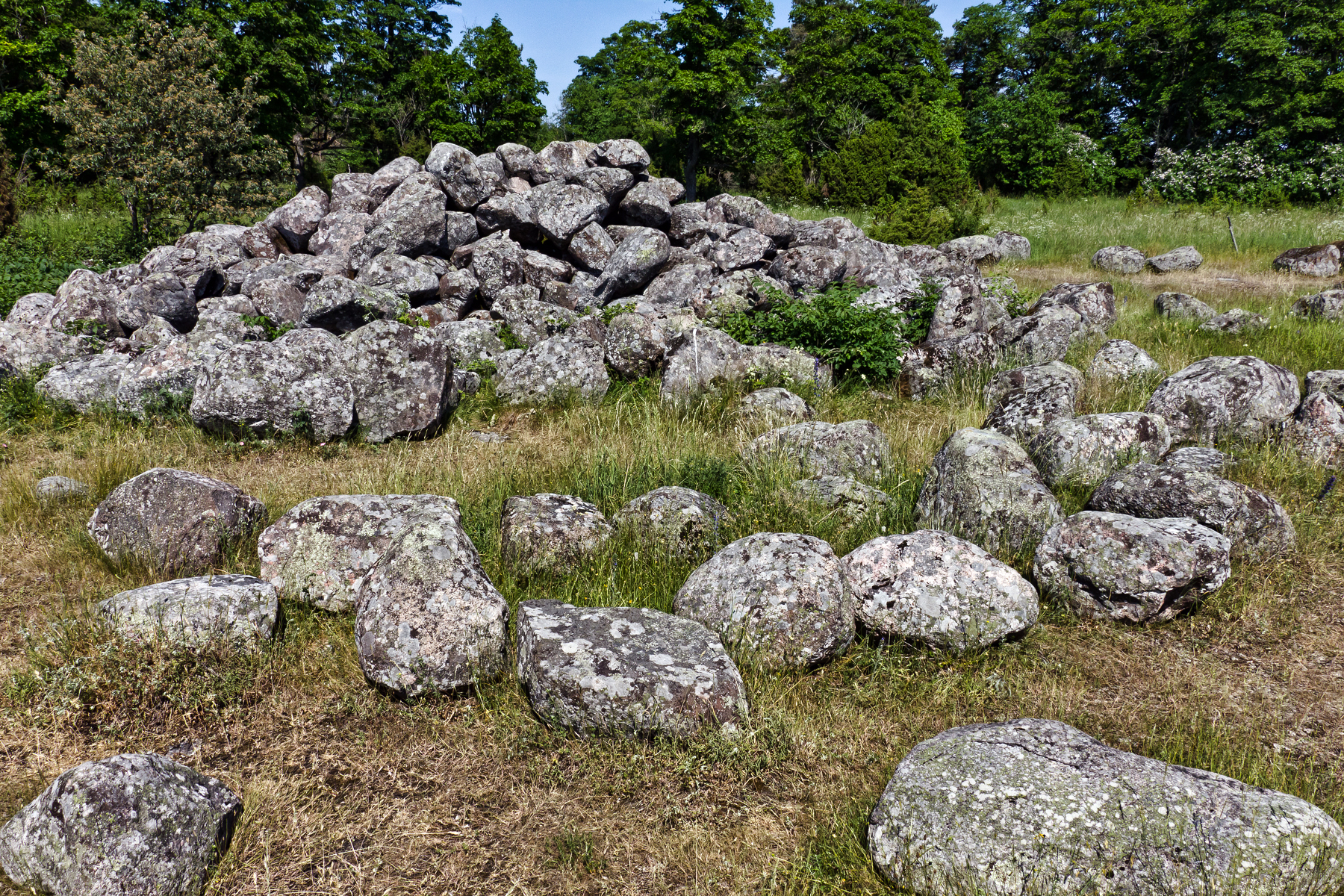
Steine des alten Bundes

Bei den Põlise leppe kivid handelt es sich um einen Hügel aus großen Steinen etwa 400 m nördlich der Pühalepa-Kirche. Die "Steine des alten Bundes" sind auch bekannt als Pühalepa-Steine des alten Bundes, die Steine des grundlegenden Bundes, die Steine des heiligen Bundes, die Steine von Otimägi und die Steine von Vanapagana. Das geschützte Denkmal besteht aus einem pyramidenförmigen Hügel aus großen Eisensteinen mit einer Höhe von etwa 2,7 m und einem Durchmesser von etwa 7,0 m, der auf einer von Erde befreiten Kalksteinoberfläche aufgehäuft ist.
Über die Steine gibt es verschiedene Meinungen - man hält sie:
- für ein Grab aus der Bronzezeit,
- für einen Hungerhaufen, der während der Zeit der Leibeigenschaft (Ende des 18. Jahrhunderts) aufgeschüttet wurde,
- für eine Opferstätte für den Sonnengott,
- für einen Haufen Steine, die aus den Händen des Heiden fielen, mit denen er die Pühalepa-Kirche zerstören wollte,
- für das Grab von König Ingvar,
- sowie für einen an der Küste üblicher Brauch vor einer langen Seereise, um Unfälle zu vermeiden.